# Gustav von der Decken

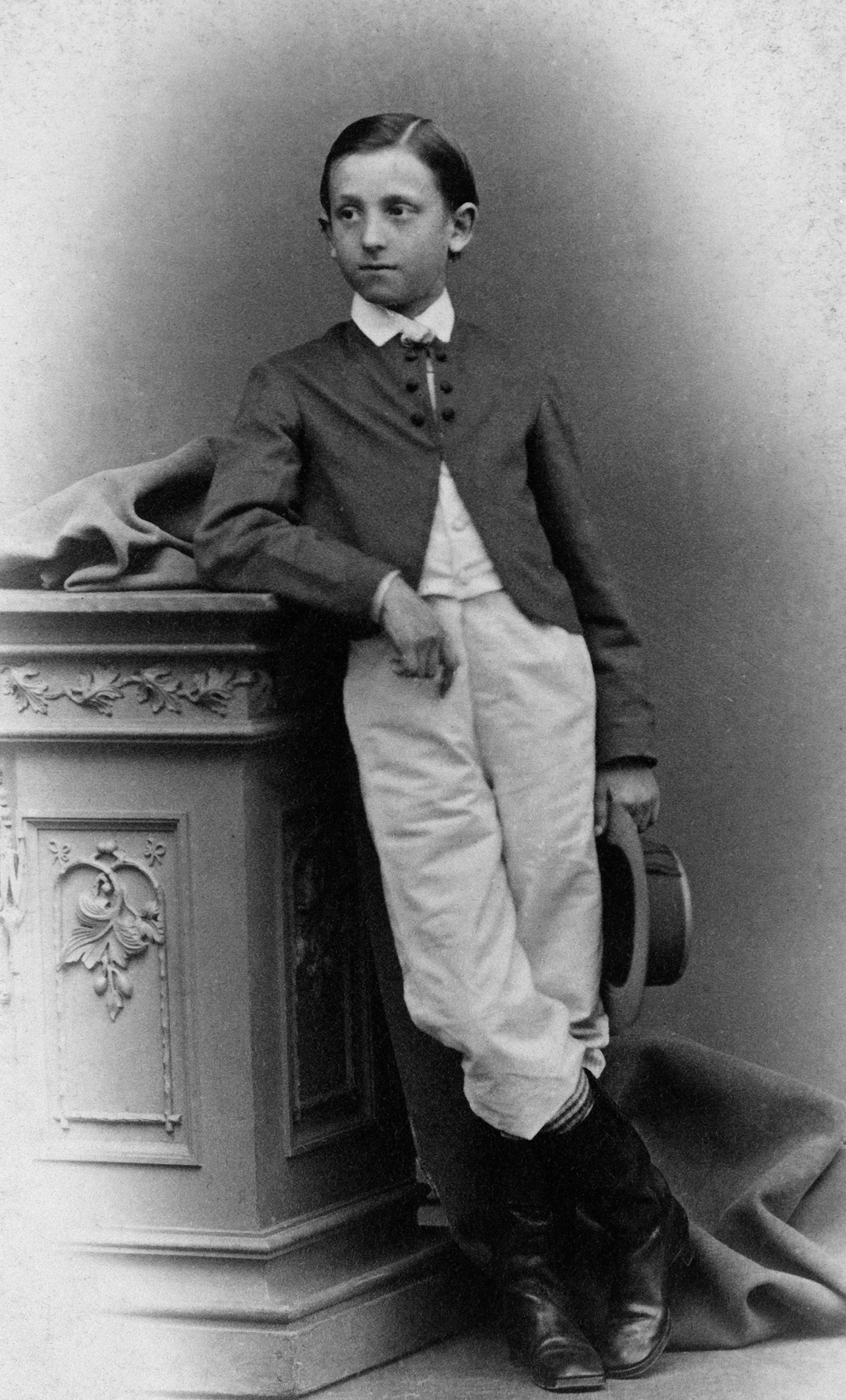
Gustav von der Decken, ca. 12-jährig

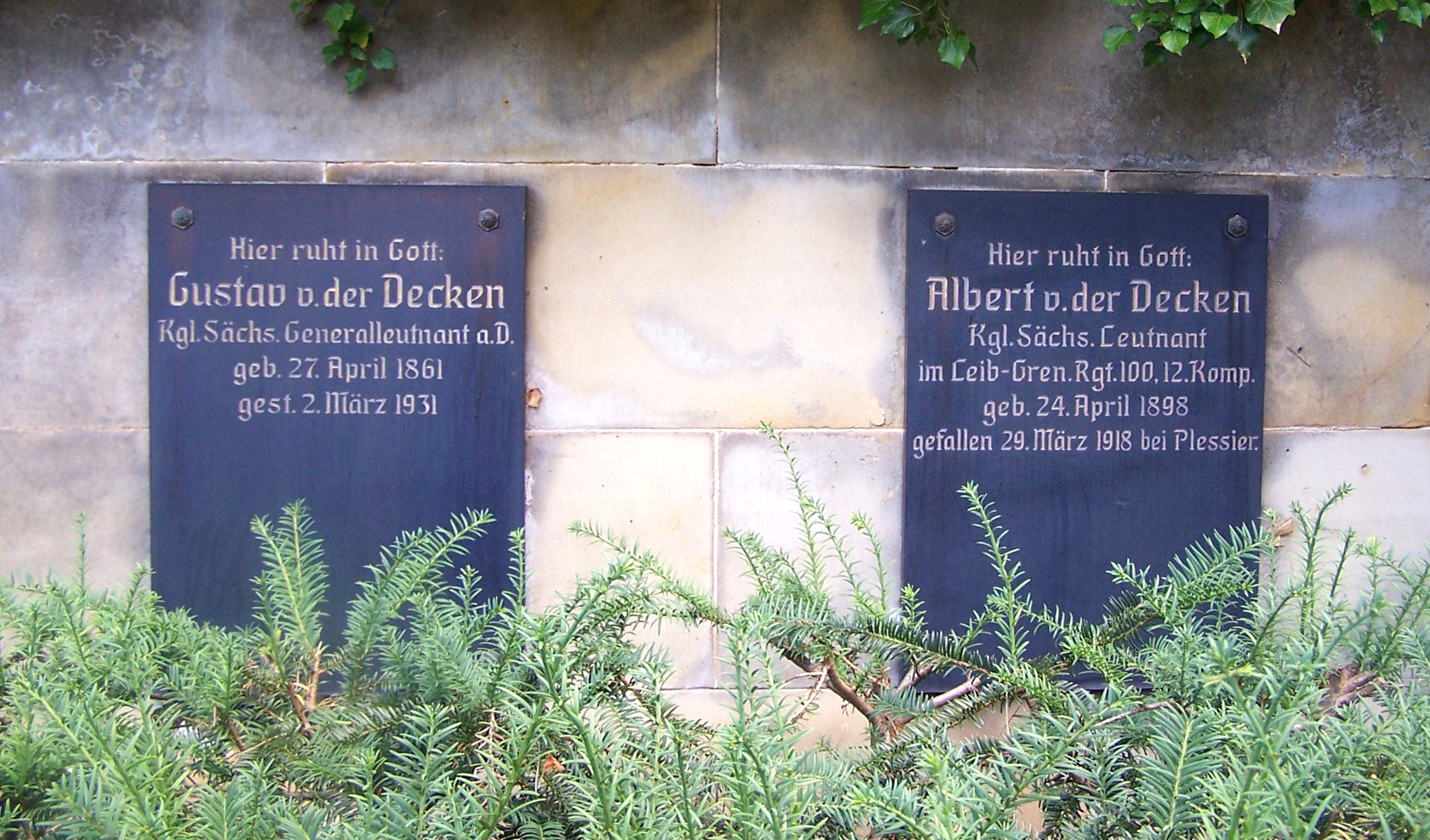
Grab auf dem Dresdner Nordfriedhof

Gustav Arnold Joseph Richard von der Decken (* 27. April 1861 in Hannover; † 2. März 1931 in Dresden) war ein sächsischer Generalleutnant.  

## Leben

### Familie
Gustav war der Sohn des sächsischen Generalleutnants Gideon von der Decken. 1894 heiratete er in Dresden Marie von Schönberg, mit der er eine repräsentative Villa in der Sidonienstraße in Dresden bezog. Ihr gemeinsamer Sohn Albert fiel als Leutnant im Ersten Weltkrieg.

### Militärkarriere
Decken schlug eine Offizierslaufbahn in der Sächsischen Armee ein. Am 18. November 1911 wurde er zum Oberst befördert und war als solcher Mitglied des Reichsmilitärgerichts in Berlin. Seine letzte Friedensstellung war dann die des Kommandeurs des in Dresden stationierten 1. Leib-Grenadier-Regiments Nr. 100.
Mit Ausbruch des Ersten Weltkriegs erfolgte seine Beförderung zum Generalmajor sowie seine Ernennung zum Kommandeur der 106. Reserve-Infanterie-Brigade. Mit seinem Großverband war er im Verbund mit der 53. Reserve-Division (3. Königlich Sächsische) an der Westfront in Flandern im Einsatz. Für die persönliche Führung eines am 3. Mai 1915 erfolgreich durchgeführten Angriffs über Zonnebeke auf Westhoek wurde Decken am 25. Mai 1915 mit dem Ritterkreuz des Militär-St.-Heinrichs-Ordens beliehen.
Ab 5. Mai 1916 war Decken dann Kommandeur der 3. Division Nr. 32. Diese befehligte er in der Schlacht an der Somme, den anschließenden Stellungskämpfen und vor der Siegfriedstellung. Mitte März 1917 wurde der Großverband erschöpfungsbedingt aus der Front gezogen. Für seine Leistungen an der Somme wurde Decken am 8. April 1917 mit dem Komturkreuz II. Klasse des Militär-St.-Heinrichs-Ordens ausgezeichnet. Am 11. April 1917 trat die Division wieder in die Stellungskämpfe in der Champagne ein und beteiligte sich an der Schlacht an der Aisne. Am 22. Juli 1918 gab Decken das Divisionskommando ab.